# دان بویل
دان بویل (انگلیسی: Dan Boyle؛ زادهٔ ۱۲ ژوئیهٔ ۱۹۷۶) بازیکن هاکی روی یخ اهل کانادا است.
وی همچنین برندهٔ جوایزی همچون جام استنلی شده‌است.
از باشگاه‌هایی که در آن بازی کرده‌است می‌توان به تمپا بی لایتنینگ اشاره کرد.